# La legge è legge
La legge è legge è un film del 1958 diretto da Christian-Jaque.
Il film, con protagonisti Totò e Fernandel, presentato al Festival di Berlino, rappresenta, sotto certi aspetti, una "riedizione corretta, più moderna e più leggera" di Guardie e ladri (1951).

## Trama
Nel paesino immaginario di Assola, diviso a metà dal confine tra il dipartimento francese delle Alpi Marittime e la provincia italiana di Cuneo, vivono il contrabbandiere napoletano Giuseppe La Paglia ed il doganiere francese Ferdinand Pastorelli, costretti ad un eterno gioco della guardia e del ladro a causa delle rispettive professioni. Nel giorno della festa cittadina della parte francese, Ferdinand, arrestato per l'ennesima volta Giuseppe, si reca con lui all'Albergo delle due frontiere, il motel cittadino avente la curiosa attrazione turistica d'esser stato edificato proprio in corrispondenza della frontiera italo-francese. Una volta lì, i due scoprono che Ferdinand è nato da padre ignoto e da madre italiana nella cucina del ristorante che si trova nella parte italiana dell'albergo. Dunque, seppur registrato al municipio francese, il doganiere sarebbe in realtà italiano e pertanto impossibilitato a esercitare la professione.
Effettuando una successiva verifica presso il comune di Assola, Ferdinand viene a sapere che chi denunciò la sua nascita, Gaspard Donadieu, proprietario dell'Albergo delle due frontiere, avrebbe dovuto farlo al municipio italiano e non a quello francese. Lo stesso Donadieu rivela a Ferdinand di essersi recato al municipio francese perché quel giorno pioveva a dirotto ed era più vicino all'albergo rispetto a quello italiano.
Rischiando di perdere il lavoro, Ferdinand, su consiglio proprio di Giuseppe, si fa accompagnare da quest'ultimo al municipio italiano per richiedere la carta d'identità italiana, propedeutica a una successiva naturalizzazione francese. Tuttavia, secondo l'onorevole Bonnefonde, deputato transalpino di Assola e amico del suocero di Ferdinand, l'essere divenuto cittadino italiano a tutti gli effetti gli impedisce di riottenere la cittadinanza francese e inoltre comporta i reati di usurpazione di identità, falso e uso di falso. Di conseguenza, viene a cadere il suo secondo matrimonio con Hélène e il figlio avuto insieme a lei diventa automaticamente di padre ignoto. Vedendo arrivare a casa i gendarmi francesi, e temendo di essere arrestato di lì a poco, Ferdinand scappa prima che questi possano consegnargli il permesso di soggiorno in territorio transalpino.
Nel frattempo, i carabinieri italiani vengono inviati, su ordine della Prefettura di Cuneo, da Giuseppe per sapere da lui qualunque notizia od informazione utile su Ferdinand. Inizialmente titubante, il contrabbandiere, in cambio dell'anonimato, svela ogni elemento riguardante l'amico, che infatti viene prontamente posto in stato di fermo. Con lui anche la prima moglie Antonietta, ora coniugata con Giuseppe: secondo la legge italiana, che all'epoca non prevedeva il divorzio, i due risultano infatti ancora sposati e dunque Antonietta è colpevole di bigamia. Dopo indicazioni ricevute dalla Prefettura, il maresciallo dei carabinieri Marozzi acconsente alla liberazione sia di Antonietta sia di Ferdinand, ma il doganiere viene poi nuovamente trattenuto poiché, avendo combattuto durante la guerra per i francesi anziché per gli italiani, risulta disertore. Tornato in camera di sicurezza, vi ritrova Giuseppe, fattosi arrestare per non lasciare la moglie da sola in cella con l'ex marito. Punto nell'orgoglio nel sentirsi definire disertore, Ferdinand tenta il suicidio ma viene convinto a desistere da Giuseppe e, infine, viene nuovamente liberato da Marozzi, il quale ha riesaminato la pratica scoprendo che Ferdinand non è un disertore: avendo infatti svolto servizio militare all'estero senza autorizzazione del suo Governo, è automaticamente decaduto dalla nazionalità italiana.
Ricondotto al confine per essere rimandato in Francia, in quanto non italiano, si vede tuttavia bloccato dal maresciallo Malandain, capo della Gendarmerie, perché è senza documenti e, perciò, non può rientrare in Francia: Ferdinand è a tutti gli effetti un senza patria. Ormai esasperato e in preda alla follia, fugge sulle montagne armato del suo fucile e, da tiratore scelto qual è, attua la sua vendetta sparando contro obiettivi ben precisi, preannunciati in una lettera inviata a Giuseppe poche ore prima. L'italiano, pur non essendo tra le vittime designate, rischia di finire nella lista qualora non dovesse portargli del cibo e difatto si reca a tal proposito da Donadieu. Nella cantina di costui, scopre tuttavia sull'etichetta di alcune vecchie bottiglie di vino, chiamato per l'appunto "vino delle due frontiere", che nel 1919, anno di nascita di Ferdinand, la linea di confine non tagliava in due l'albergo bensì passava per una sua piccolissima parte. E la cucina, dove era nato Ferdinand, si trovava in territorio francese. Fu dunque Donadieu a spostare la frontiera per fini puramente turistici, con lo scopo di attrarre avventori. Chiarito l'equivoco, Giuseppe si reca subito da Ferdinand per annunciargli il lieto fine della vicenda ma questi, vedendolo arrivare non distante da gendarmi e carabinieri, pensa a un tranello ordito dallo stesso Giuseppe e gli spara addosso, fortunatamente senza ferirlo. Provata la buona fede del suo amico-nemico, Ferdinand può riavere la cittadinanza francese e il suo posto di doganiere. E ricomincerà così il suo duello personale e quotidiano con Giuseppe.

## Produzione

### Riprese
La storia è ambientata nell'immaginario paese di Assola, sul confine italo-francese, ma in realtà il film è stato interamente girato in Molise, precisamente a Venafro (si riconoscono Via Porta Gugliemo, Largo XV Marzo, Corso Garibaldi, Via Plebiscito, Via Roma, Piazza Vittorio V. e Salita Cuoco), nell'inverno del 1957.

## Distribuzione

### Edizione italiana

#### Doppiaggio
Il doppiaggio italiano del film fu diretto da Mario Maldesi. Fernandel è qui doppiato per l'unica volta da Carlo Dapporto. La voce di Totò nella versione francese (distribuita con il titolo di La loi c'est la loi), che consta anche di alcuni dialoghi in italiano, è sostituita da Carlo Croccolo nelle parti in francese.